# Christoph Friedrich von Stälin

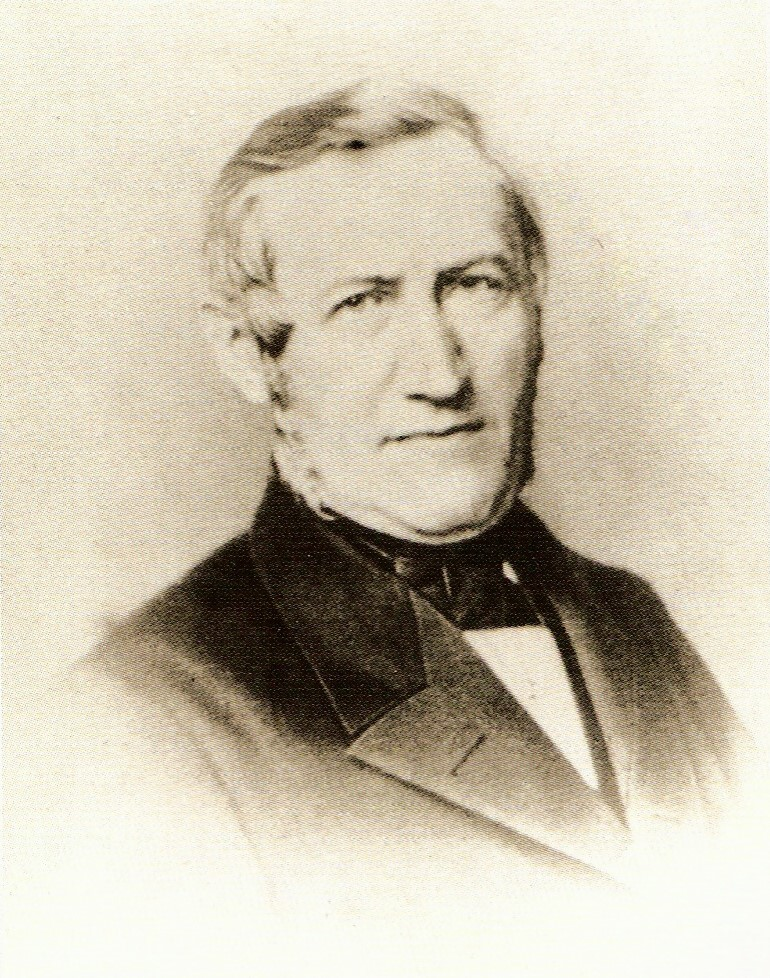
Christoph Friedrich von Stälin

Christoph Friedrich Stälin, ab 1850 von Stälin, (* 4. August 1805 in Calw; † 12. August 1873 in Stuttgart) war ein deutscher Geschichtsforscher und Direktor der königlichen Bibliothek in Stuttgart.

## Leben

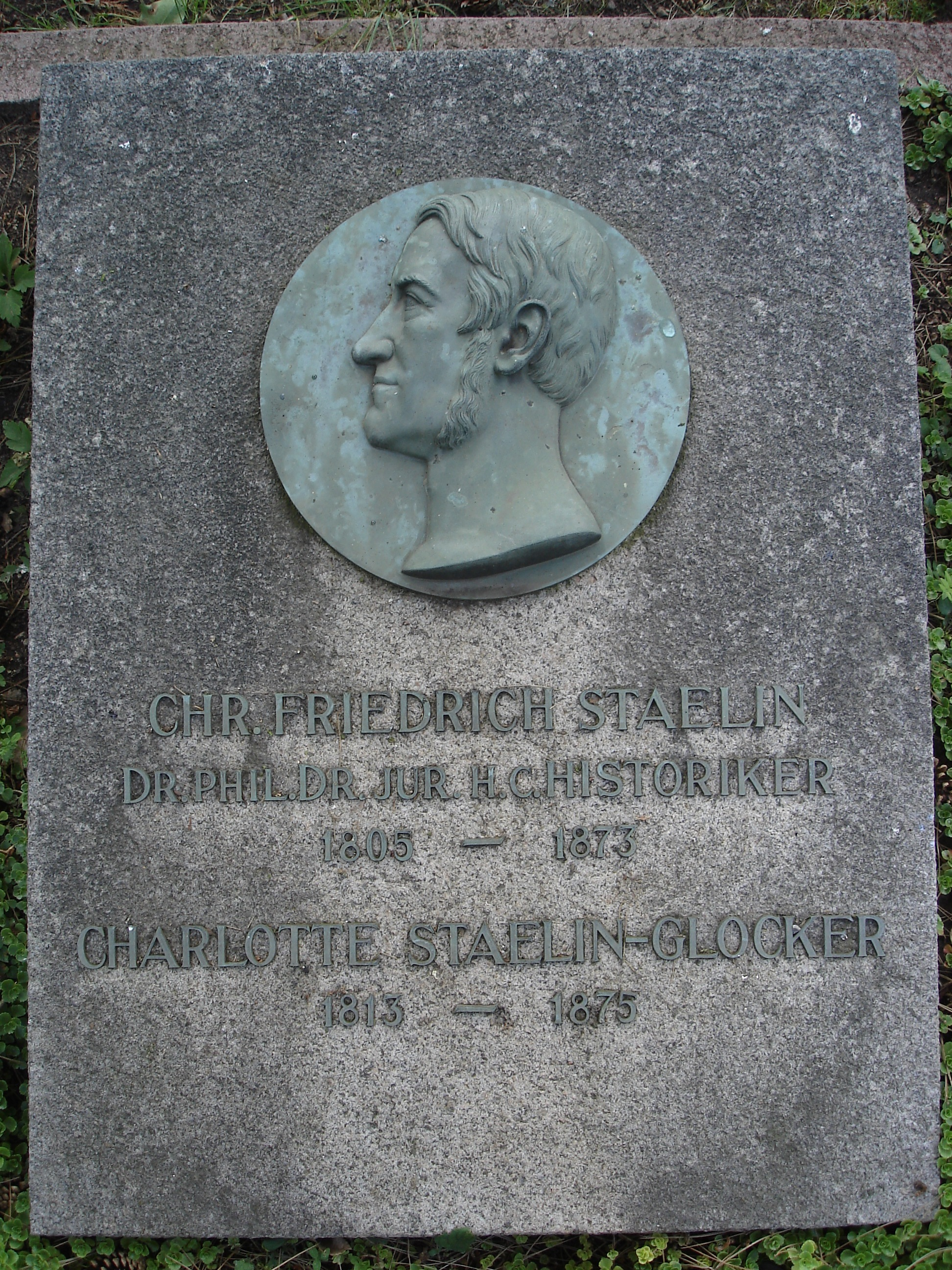
Stälins Grab auf dem Stuttgarter Pragfriedhof

Stälin entstammte einer Kaufmannsfamilie in Calw. Nach dem Gymnasium in Stuttgart studierte er 1821 bis 1825 Philosophie, Theologie und Philologie in Tübingen und Heidelberg, wo sich ein freundschaftlicher Kontakt zu dem Philologen und Mythenforscher Friedrich Creuzer ergab.
1825 wurde er Adjunkt bei der königl. Bibliothek zu Stuttgart, zunächst ohne Gehalt, aber mit der Aussicht auf eine feste Anstellung. Sein Vorgesetzter war der Naturforscher Carl Friedrich Kielmeyer, zu seinen Kollegen gehörten der Dichter Friedrich von Matthison und der Epigrammatiker Friedrich Haug. 1826 erfolgte die Ernennung zum Unterbibliothekar, 1828 zum Bibliothekar, 1846 zum Oberbibliothekar und 1869 schließlich zum Direktor.
Gleichzeitig führte er seit 1830 die Aufsicht über das Münz- und Medaillenkabinett sowie die Kunst- und Altertümersammlung. Die Aufstellung der in Württemberg aufgefundenen römischen Steindenkmäler im königlichen Kunstgebäude brachte ihm die Anerkennung Theodor Mommsens ein. 1831 wurde er königlicher Wappencensor, 1840 zum Mitglied des Statistisch Topografischen Bureaus des Königreichs Württemberg berufen, das er in allen historischen Fragen beriet. Für dieses Institut, speziell für die von demselben herausgegebenen Württembergischen Jahrbücher, fertigte er die jährliche Zusammenstellung der württembergischen Literatur an. 1850 übernahm er vorübergehend auch die Leitung der Anstalt.
Um sich weiterzubilden, unternahm Stälin mehrere Studienreisen. 1826 hielt er sich in Genf auf, den Winter 1826/27 arbeitete er an der königlichen Universitätsbibliothek in München, den Sommer 1827 verbrachte er in Paris, London und Oxford, den Sommer 1828 in Göttingen, wo er in Karl Friedrich Eichhorn einen dauerhaften väterlichen Freund fand. Es folgten Aufenthalte in Berlin, Dresden und Gotha. Den Winter 1832/33 verbrachte er in Venedig, Rom, Neapel und Mailand.
Sein Sohn Paul Friedrich von Stälin (1840–1909) wurde wie er Archivar und Historiker. Er war von 1901 bis 1905 Direktor des geheimen Haupt- und Staatsarchivs in Stuttgart. Stälins Tochter Emilie Charlotte (1838–1929) war mit dem Landesbiographen August Wintterlin verheiratet.

## Wirken
Sein Hauptwerk war die Wirtembergische Geschichte (Stuttg. 1841–73, 4 Bde.), nach Leopold von Ranke die beste deutsche Provinzialgeschichte der damaligen Zeit. In der Nachfolge des Landeshistorikers Christian Friedrich Sattler stehend, sollte das Werk dessen veraltete Darstellung der württembergischen Geschichte ersetzen. Seine wissenschaftlichen Arbeiten verschafften Stälin allgemeine Anerkennung. So erhielt er von König Maximilian II. von Bayern und König Georg V. von Hannover die Angebote, ihre jeweilige Landesgeschichte zu schreiben, welche er jedoch ablehnte.
Stälins Arbeiten über die Geschichte Württembergs beschränkten sich nicht allein auf dieses Werk. Ebenso bearbeitete er die historischen Teile der württembergischen Oberamtsbeschreibungen in Memmingers Beschreibung des Königreichs Württemberg (Stuttgart 1824 ff.) und lieferte verschiedene Beiträge zu den Württembergischen Jahrbüchern. Im Auftrag des statistisch-topographischen Bureaus führte er das von Hofrat Christian Binder begonnene Werk Württembergische Münz- und Medaillenkunde zu Ende.
Als im Jahre 1858 König Maximilian II. von Bayern die Historische Kommission an der Akademie der Wissenschaften in München errichtete, war Stälin unter den zuerst Berufenen. Zusammen mit Georg Waitz und Ludwig Häusser redigierte er die Forschungen zur deutschen Geschichte.

## Ehrungen und Auszeichnungen
- 1845 wurde er von der juristischen Fakultät zu Tübingen zum Doktor honoris causa ernannt[3]
- 1846 Mitglied der Königlich-Preußischen Akademie der Wissenschaften[6]
- 1848 Mitglied der kaiserlich-königlichen Akademie der Wissenschaften in Wien[3]
- 1850 Ritter des Ordens der Württembergischen Krone[7][8]
- Ritter des Guelphen-Ordens[7]
- Ritter des Orden vom Zähringer Löwen[7]
- Träger des Roten Adlerordens dritter Klasse[7]
- 1857 Mitglied der Akademie der Wissenschaften zu Göttingen[3]
- 1859 Mitglied der königlich bayerischen Akademie der Wissenschaften[3][9]
- 1865 Ehrenmitglied der philosophischen Fakultät in Wien.[3]
- 1867 Bayerischer Maximiliansordens für Wissenschaft und Kunst[10]

## Werke (Auswahl)
- Literatur von Christoph Friedrich von Stälin in der Bayerischen Staatsbibliothek München

- Zur Geschichte und Beschreibung alter und neuer Büchersammlungen im Königreich Würtemberg, insbesondere der Königlichen öffentlichen Bibliothek in Stuttgart und der mit derselben verbundenen Münz-, Kunst- und Alterthümersammlung. Cotta, Stuttgart und Tübingen 1838.
- Wirtembergische Geschichte. Cotta, Stuttgart
  - Bd. 1: Schwaben und Südfranken von der Urzeit bis 1080, 1847 (Digitalisat).
  - Bd. 2: Schwaben und Südfranken: Hohenstaufenzeit 1080–1268 (Digitalisat).
  - Bd. 3: Schwaben und Südfranken: Schluss des Mittelalters, 1269–1496 (Digitalisat).
  - Bd. 4: Schwaben und Südfranken: vornehmlich im 16. Jh., Zeit d. wirtemberg. Herzoge Eberhard II., Ulrich, Christoph, Ludwig, 1498–1593 (Digitalisat).
- Mitarbeit: Beschreibung des Königreichs Württemberg. Cotta, Stuttgart 1847ff.
- Hrsg.: Annales Stuttgartienses: Jahrbücher des Stifts zum heiligen Kreuz in Stuttgart. Stuttgart 1851.
- Verzeichniss der in Wirtemberg gefundenen römischen Steindenkmale des Kgl. Museums der bildenden Künste. Metzler, Stuttgart 1860.